# ليدي غاغا
ستيفاني جوان أنجلينا جيرمانوتا (بالإنجليزية: Stefani Joanne Angelina Germanotta) (مواليد 28 مارس 1986) المعروفة باسم ليدي غاغا (بالإنجليزية: Lady Gaga) هي مغنية وممثلة أمريكية معروفة بأسلوبها الخارج عن المألوف والمثير للجدل وكانت بدايتها الفنية في عام 2006، حيث غنّت غاغا في نوادي مدينة نيويورك، وفي الوقت نفسه كانت تكتب الأغاني لبعض المغنيين مثل بريتني سبيرز وأيكون الذي سمعها، وأعجب بصوتها وشارك معها بأغنية «ارقص فقط»، التي رشحت لجائزة غرامي كأفضل أغنية راقصة لعام 2008. تكفل أيكون بإنتاج ألبومها الأول الشهرة، والذي احتل المراتب الأولى في أمريكا في فئة الأغاني الإلكترونية، والمرتبة الرابعة في بيلبورد. كما أطلقت غاغا أغنية «وجه البوكر» المنفردة والتي كانت من أنجح أغانيها. بدأت غاغا في بداية عام 2009 جولتها الموسيقية جولة حفلة الشهرة، لدعم الألبوم. وبحلول الربع الأخير من السنة، أطلقت غاغا ألبومها الثاني وحش الشهرة، مع أغنيته المنفردة «رومانسية سيئة» التي حققت نجاحًا كبيرًا، كما بدأت غاغا لاحقًا تلك السنة جولتها الثانية جولة حفلة الوحش. استمدت غاغا إلهامها من فناني الروك مثل كوين، وفناني البوب مثل مادونا ومايكل جاكسون. ويظهر في أغانيها المصورة اهتمامها البالغ بالأزياء. احتلت غاغا المرتبة 73 ضمن فئة أفضل الفنانين للعقد 2000-2010، حسب تصنيف مجلة بيلبورد. كما وضعتها مجلة فوربس في المرتبة الرابعة ضمن أكثر 100 سيدة تأثيرًا في العالم، وثاني الشخصيات الفنية النسائية تأثيرًا في العالم، كما وضعتها مجلة تايم في قائمة أكثر 100 شخص تأثيراً في العالم لعام 2010.

## حياتها

### 1986 - 2004: البدايات
ولدت ستيفاني جيرمانوتا في مدينة نيويورك في 28 مارس 1986، وهي كبرى أبناء عائلة جوزيف جيرمانوتا الذي يعمل في مجال الإنترنت، وسينثيا بيسيت الأمريكية ذوي الأصول الإيطالية. تعلمت العزف على البيانو في سن الرابعة، وكتبت أول أغنية بوب شعبية على البيانو لها في سن الثالثة عشر، وبدأت الغناء على الملأ في سن الرابعة عشر. ارتادت جيرمانوتا مدرسة كاثوليكية خاصة في مانهاتن، ولكنها إدعت أنها لم تأت من عائلة غنية، وبأن والداها فقيرين يعملان من الثامنة صباحًا إلى الثامنة مساءً في مجال الاتصالات. لعبت جيرمانوتا بعض الأدوار في المسرحيات الغنائية في المدرسة الثانوية. وصفت ليدي غاغا نفسها في فترة المدرسة الثانوية، بأنها كانت منظّمة ومجتهدة ومنضبطة ولكنها لم تكن تشعر بالراحة قليلاً، فقد اعتادت أن تقوم ببعض الأعمال الاستفزازية أو الغريبة الأطوار لإضفاء جو من المرح وهو ما لم يكن مقبولاً، فقررت أن تخفف من تلك الوتيرة قليلاً، ولكن مع ذلك لم تشعر ستيفاني بالانسجام وأحست بأنها كالمسخ. قالت إحدى زميلاتها القديمات بالصف، بأنها بالفعل لم تستطع الانسجام، كان لديها القليل من الأصدقاء وأحبت الفتيان كثيرًا، وكان الغناء لديها في المرتبة الأولى. وللتأكيد على أن روحها حرة ومعبرة، صرّحت غاغا في حوار أجرته مع مجلة «إيل» النسائية بأنها عسراء.
في عمر السابعة عشر، استطاعت جيرمانوتا الالتحاق بجامعة نيويورك مبكرًا، في مدرسة تيش للفنون في 13 أغسطس 2003، وعاشت في مساكن الجامعة. هناك درست جيرمانوتا الموسيقى وحسنت مهاراتها في كتابة الأغاني، من خلال تلحين وكتابة موضوعات تتحدث عن الفن والدين والسياسة والمشاكل الاجتماعية. أحست جيرمانوتا بأنها أكثر إبداعًا من زملاؤها بالصف. وقالت: «ما أن تتعلم كيف تفكر فنيًا، تستطيع أن تعلم نفسك». بحلول الفصل الثاني من سنتها الثانية، تركت جيرمانوتا المدرسة لتركز على مهنتها الموسيقية. وافق أباها أن يدفع لها أجر شقة لمدة سنة، شريطة أن تعود ستيفاني لمدرسة تيش إذا فشلت. قالت: «تركت كل عائلتي، سكنت في أرخص شقة وجدتها، أكلت أسوأ الطعام إلى أن يستمع لى أحد».

### 2005 - 2007: بداية مشوارها الفني
سجلت جيرمانوتا مع شركة تسجيلات «ديف جام» في عمر التاسعة عشر، إلا أن الشركة تخلت عنها بعد ثلاثة أشهر. وبعد فترة قصيرة، عرفتها الشركة التي تولت إدارة أعمالها في السابق على المنتج وكاتب الأغاني ريد-وان، الذي أصبح أيضًا يدير أعمالها بعد ذلك. كانت أول أغنية أنتجتها مع ريد-وان هي "Boys Boys Boys"، ثم سجلت مع مطرب الهيب هوب ميلي ميل أغنيتين مرفقتين مع كتاب أطفال يدعى البوابة في المتنزه من تأليف كريكيت كاسي. كونت ليدي غاغا بعد ذلك فرقة ستيفاني جيرمانوتا مع بعض أصدقائها من جامعة نيويورك، حيث سجلوا أسطوانة بوب شعبية في أستوديو يقع تحت متجر كحوليات في نيوجيرسي. بدأت جيرمانوتا بتعاطي المخدرات، ولم يفهم والدها الدافع وراء ذلك، وقاطعها لعدة أشهر.
اختار لها المنتج الموسيقي روب فوساري لقب «ليدي غاغا» الذي استوحاه من أغنية فرقة كوين "Radio Ga Ga"، والذي عرفت به بعد ذلك. وخلال عام 2007، تعاونت غاغا مع فنانة المسرح ليدي ستارلايت، التي ساعدت في ابتكار أزياء غاغا. بدأت الاثنتان في الغناء في بعض الملاهي، حيث عرف أداؤهما باسم «استعراض ليدي غاغا وستارلايت». وفي أغسطس 2007، دعيت كل منهما إلى مهرجان لولابالووزا الموسيقي، حيث نال أداؤهما الإعجاب.
أرسل فوساري الأغاني التي أنتجها مع غاغا إلى صديقه المنتج فينسنت هيربرت، الذي أسرع بإدراج اسم غاغا في شركته تسجيلات ستريملاين، فرع من تسجيلات انترسكوب بعد تأسيسها في 2007. عملت غاغا في كتابة الأغاني لبعض المشاهير مثل بريتني سبيرز وبعض الفرق الموسيقية مثل بوسيكات دولز وفيرغي ونيو كيدز أون ذا بلوك. بينما كانت غاغا تكتب أغنية في تسجيلات انترسكوب، لاحظ أيكون قدراتها الصوتية، بعد أن غنت له لازمة أحد أغانيه في الاستديو. أقنع أيكون رئيس انترسكوب «جيمي لوفين» بعقد صفقة لتسجيل اسم غاغا في شركة أيكون كون لايف. تابعت غاغا عملها مع ريد-وان في الاستوديو لمدة أسبوع على ألبومها الأول، والذي ضم أغنيتيها «وجه البوكر» و«ارقص فقط». كما عملت أيضًا مع شركة تسجيلات شيريتري، حيث ساهم «مارتن كيرسزينباوم» مؤسس الشركة في كتابة أربع أغاني لغاغا من بينها «إي - إي».

### 2008 - 2009:الشهرة

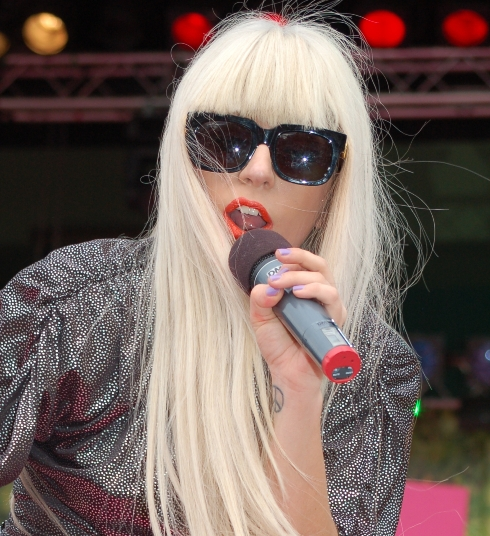
ليدي غاغا في 2009.

بحلول 2008، انتقلت غاغا للعيش في لوس أنجلوس، للعمل على ألبومها الأول The Fame، والذي صدر في 19 أغسطس 2008، من قبل شركة «انترسكوب». وقد حاز على إعجاب العديد من النقاد، وقد تصدر الألبوم قائمة أفضل الألبومات في العام 2008، حيث حققت أغنيته الرئيسية «ارقص فقط» المركز الأول بسباقات الأغاني في النمسا وكندا وإيرلندا وبريطانيا، وضمن أفضل خمسة أغاني في أمريكا وأستراليا. كما ترشحت بعد ذلك لجائزة غرامي لأفضل أغنية راقصة. بعد ذلك حققت أغنيتها الألبوم الأخرى «وجه البوكر» نجاحًا أكبر، حيث احتلت المركز الأول في كبريات أسواق الموسيقى حول العالم، بما فيها الولايات المتحدة والمملكة المتحدة. وفازت أغنيتها وجه البوكر بجائزة غرامي لأفضل أغنية راقصة، وفاز الألبوم بجائزة غرامي لأفضل ألبوم موسيقى إلكتروني/راقص.
بدأت غاغا أول جولة لها كعرض افتتاحي لحفلات فرقة نيو كيدز أون ذا بلوك، ولكن بعدها قررت أن تبدأ جولتها الخاصة باسم جولة حفلة الشهرة. وفي مايو 2009، أظهر غلاف مجلة رولينغ ستون غاغا نصف عارية، مرتدية فقاعات بلاستيكية موضوعة بشكل «إستراتيجي» على جسدها. وقد صرحت غاغا في مقابلة مع المجلة، بأنها عندما كانت تغني في ملاهي نيويورك، بدأت علاقة حميمة مع عازف طبول، وصفت علاقتهما بأنها كانت ساندي وهو داني (في إشارة إلى شخصيات فيلم غريس)، ثم انفصلت عنه بشكل مفاجئ. كان هذا الشاب والانفصال عنه مصدر إلهام لها أثناء كتابتها لبعض أغاني ألبومها الشهرة. رشحت غاغا لتسعة جوائز في حفل جوائز إم تي في الموسيقية لعام 2009، لتفوز بجائزة أفضل فنان جديد. بينما فازت أغنيتها المنفردة «بابارازي» بجائزتي أفضل مؤثرات خاصة وأفضل إخراج فني.

### 2009 - 2010:وحش الشهرة

ليدي غاغا تغني في جولة حفلة الوحش في عام 2010

بعد النجاح الذي حققه ألبومها الأول، أطلقت ليدي غاغا ألبومها الثاني، The Fame Monster، ما بين أواخر عام 2009 وبداية عام 2010، وقد حقق الألبوم نجاحًا كبيرًا. صرحت غاغا بأن الألبوم يناقش الجانب المظلم للشهرة، بينما كان الألبوم الأول يعكس الجوانب العادية منها. وأعلنت عن جولتها الثانية جولة حفلة الوحش لتدعم الألبوم، والتي بدأت في نوفمبر 2009. أطلقت أغنية «رومانسية سيئة» كأول أغنية منفردة من الألبوم، حيث حققت المركز الأول في ثمانية عشر بلدًا. وغنت غاغا أغنية "Speechless" من أجل الملكة إليزابيث الثانية. ثم أطلقت ثاني أغنية منفردة من الألبوم «Telephone» بالتعاون مع بيونسيه، وحققت الأغنية المركز الأول في بريطانيا. أغنيتها المنفردة التالية، «آليخاندرو»، أثارت جدلاً بسبب الفيديو المرافق للأغنية، عندما هاجم الفريق الكاثوليكي في الولايات المتحدة غاغا بسبب استخدامها للكفر.

### 2011 - 2012:هكذا ولدت

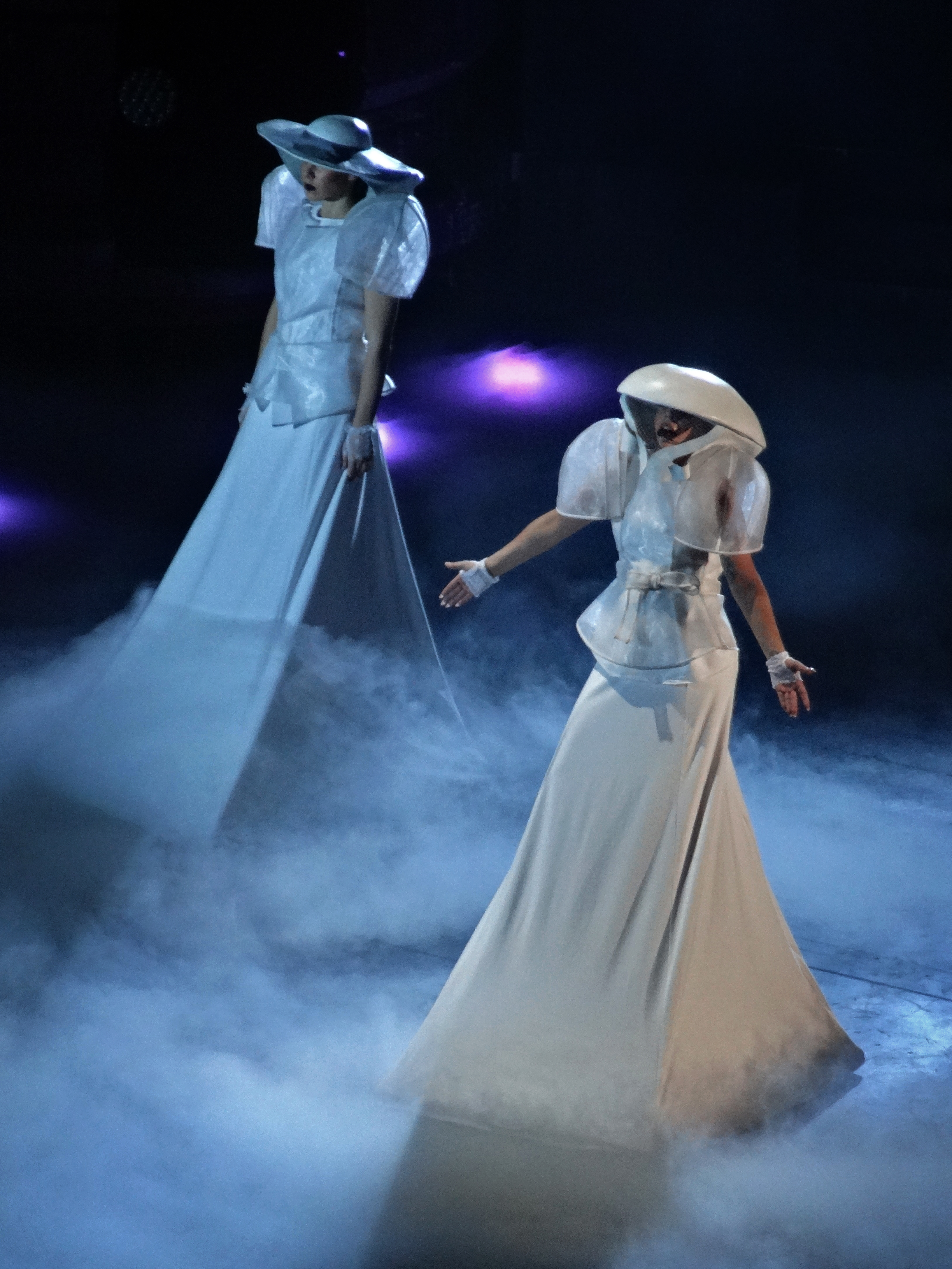
ليدي غاغا في حفلة جولة هكذا ولدت في عام 2012

أعلنت غاغا في مارس 2010، أنها بدأت العمل على ألبوم استوديو جديد. بعد ذلك بثلاثة أشهر فقط، أعلنت غاغا أن الألبوم أصبح جاهزًا، ولكنه لن يطرح في الأسواق قبل 23 مايو، 2011. وأعلنت غاغا عن اسم الألبوم هكذا ولدت، عندما حازت على جائزة الـ VMA عام 2010 لأفضل أغنية مصورة للعام،
حيث فازت بسبع جوائز أخرى خلال حفل جوائز إم تي في الموسيقية، منها جائزة أفضل فيديو راقص لأغنيتها المصورة "Bad Romance".

### 2013 - 2014:ارتبوب
في بداية سنة 2012 أعلنت غاغا عن بداية كتابتها لأغاني ألبومها الجديد، وأنها تستعد لطرحه خلال جولتها The Born This Way Ball. في 5 أغسطس 2012، أعلنت غاغا رسميا من خلال موقع تويتر عن اسم الألبوم الجديد الذي تستعد لطرحه في بدايات سنة 2013 وهو آرتبوب، وطلبت من معجبيها أن يكتبوه دائمًا بأحرف كبيرة.

## أسلوبها واهتماماتها
تأثرت ليدي غاغا بمطربي الـ Glam Rock مثل فرقة كوين، ومطربي البوب مثل مادونا ومايكل جاكسون وديفيد بوي ، حتى أن اسمها اتخذته من أغنية فرقة كوين "Radio Ga Ga". شبه الكثيرون أسلوب ليدي غاغا بأسلوب مادونا وجوين ستيفاني في الغناء.
أعربت ليدي غاغا عن تأثرها الشديد بمجال الموضة والأزياء، وقد صرحت قائلةً «عندما أكتب الموسيقى، وأفكر في الملابس التي سأرتديها على خشبة المسرح. إنها كل شيء تقريبًا.»
لون شعر غاغا الحقيقي أسود، ولكنها قامت بصبغه بالأشقر لأن الناس كانوا كثيرًا ما يخلطون بينها وبين آمي واينهاوس. تنادي معجبيها في أغلب الأحيان بلقب «الوحوش الصغار»، كما قامت بوضع وشم بذلك على جسدها، تكريمًا لمعجبيها. لدي ليدي غاغا ستة أوشام أخرى، من بينها رمز السلام، وكتابة بالألمانية على يدها اليسرى تحمل أقوال الشاعر راينر ماريا ريلكه، فيلسوفها المفضل.
في نهايات عام 2008، كانت هناك مقارنات بين غاغا وكريستينا أغويليرا من حيث الأزياء والمكياج والشعر. قالت أغويليرا بأنها «في البداية لم تعرف من هي غاغا، ولم تعرف إن كانت امرأة أو رجل». بينما رحبت غاغا بالمقارنات، حيث قالت: «إنها نجمة كبيرة جدًا، ويجب أن أرسل لها زهور، لأن الكثير من الناس في أمريكا لم يكونوا يعرفون من أنا في البداية، حتى حدث هذا الشيء العظيم بلمح البصر. لقد وضعني حقًا على خارطة النجومية».
انتقدت غاغا نقداً يتراوح بين الجيد والسيئ فيما يتعلق بموسيقاها، حسها للأزياء وشخصيتها، حيث يعتبرها البعض قدوة ورمز للأزياء، بينما يخالف البعض الآخر الرأي. نالت ألبومات غاغا نقداً جيداً بشكل عام، حيث يشير النقاد على مكانتها الفريدة في موسيقى البوب، الحاجة إلى الجديد، والانتباه الذي تثيره غاغا نحو القضايا الاجتماعية. وأشاروا إلى أنها الداعم وراء ثقة معجبيها بأنفسهم، ودورها في خلق الحياة في صناعة الأزياء. وُصفت عروضها بأنها مرفهة ومبتكرة، وخاصة العرض الذي قدمته في حفل جائزة الـ VMA عام 2009 عندما غنت "Paparazzi"، حيث سال الدم على كل أنحاء المسرح. تابعت غاغا أسلوب سيلان الدم في The Monster Ball Tour، حيث ارتدت ثوباً جلدياً فاضحاً، عندما يقوم «بمهاجمتها» أحد الراقصين مرتدياً الأسود على حلقها، مسبباً بسيلان الدم من صدرها، بعد ذلك تقع على الأرض غاغا غارقة في بركة من دمها. أثار أدائها ذاك في مانشستر، إنجلترا احتجاجات من العائلات والمعجبين بعد قتل سائق سيارة أجرة 12 شخصاً. قالت لين كوستيلو من جمعية الأمهات ضد العنف: «ما حدث في برادفورد منعش لعقول الناس وبالنظر إلى ما حدث في كامبريا قبل بعدة ساعات، كان الأداء غير مراع.» دافع عنها كريس روك بقوله: «هي ليدي غاغا! ليست ليدي حسن السلوك. هل تريدون سلوكاً جيداً من شخص اسمه غاغا؟ هل هذا ما تتوقعونه؟» عادت غاغا إلى جائزة الـ VMA عام 2010 مرتدية ثوباً مؤلف مع جزمة وحقيبة يد وقبعة، حيث صنعت كل هذه الملابس من لحم حيوان ميت. أثار «فستان اللحم» انتباه العالم، وأثار غضب جمعية الرفق بالحيوان بيتا (منظمة). بينما صرحت غاغا أنها لم تكن تنوي التقليل من احترام أي شخص أو مؤسسة، وإنما الهدف هو التعبير عن الحقوق الإنسانية لمجتمع الـ LGBT.

## تأثيرها

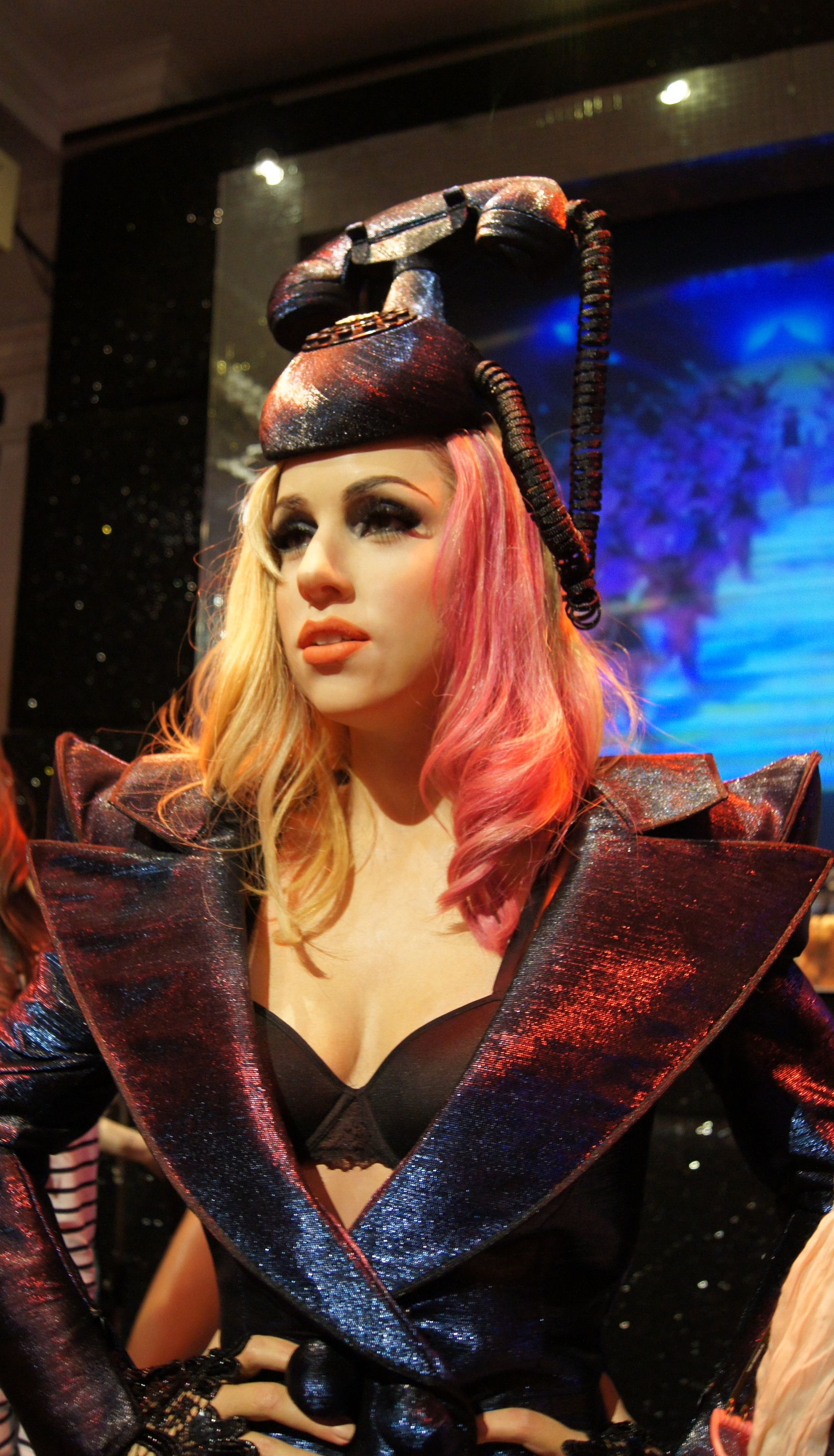
تمثال من الشمع لليدي غاغا في متحف مدام توسو لندن.

منحت مجلة الرولينغ ستون غاغا لقب «ملكة البوب» عام 2011 عبر تقييم مبيعات الألبومات والشعبية على وسائل التواصل الاجتماعي، أمَّا محطة الموسيقى الأمريكية في إتش 1 فصنفتها في المرتبة الرابعة على قائمتها للنساء الأعظم في الموسيقى ضمن سلسلة «الأعظم» التلفزيونية عام 2012. وتناول المعرض المؤقت الذي استضافه المتحف الوطني في وارسو في الذكرى الخمسون بعد المائة على افتتاحه ليدي غاغا تحت عنوان «المرتفع: من الفرعون إلى ليدي غاغا».
غالباً ما اُعتبرت غاغا رائدة لقدرتها على تسخير واستعمال إثارة الجدل في كثير من الأحيان بهدف لفت الأنظار إلى قضايا عدة كانت ترتأي أنها ذات أهمية. وتعدّ غاغا أحد الفنانين الموسيقيين الذين أسهموا في زيادة شعبية السينثبوب في أواخر عقد 2000 ومطلع عقد 2010 بسبب النجاح الذي حققه ألبوم «The Fame» حيث أُدرِج على قائمة مجلة الرولينغ ستون لأعظم 100 ألبوم استهلالي على الإطلاق عام 2013. امتدح المدير التنفيذي لشركة بولارويد للإلكترونيات سكوت هاردي غاغا لقدرتها على إلهام معجبيها ولتفاعلها معهم عن قرب عبر وسائل التواصل الاجتماعي، وكان هذا في ضوء عمل غاغا مع الشركة على تصميم طابعة محمول عام 2011.
ولقد أثَّرت أعمال غاغا في العديد من الفنانين الموسيقيين ومنهم مايلي سايرس، ونيكي ميناج، وإيلي غولدنغ، وهالزي، ونيك جوناس، وسام سميث، ونواه سايرس، وكاثرين لانغفورد،وكاردي بي،وبلاكبينك،ودوجا كات،واريانا غراندي.
وسُمِيَ جنس جديد من السراخس باسمها، بالإضافة إلى تسمية نوعين باسمها وهما نوع «G. germanotta» ونوع «G. monstraparva» تكريماً لها. ويشير الاسم العلمي للنوع الثاني «monstraparva» بالإنجليزية إلى معجبين غاغا والمعرفين باسم «الوحوش الصغار» (بالإنجليزية: little monsters) حيث أنهم يُرمز إليهم بيد ممدودة لـ«مخلب وحش»، وهي تشبه أوراق السراخس اليافعة الملتفّة على بعضها بإحكام قبل تفتّحها. كما سُمِيَت أحد أنواع ثدييات مزدوجات الأصابع المنقرضة على اسمها وهو «Gagadon minimonstrum»، بالإضافة إلى نوع من أنواع الزنبار الطفيلي وهو «Aleiodes gaga».

## ليدي غاغا ومثليو الجنس

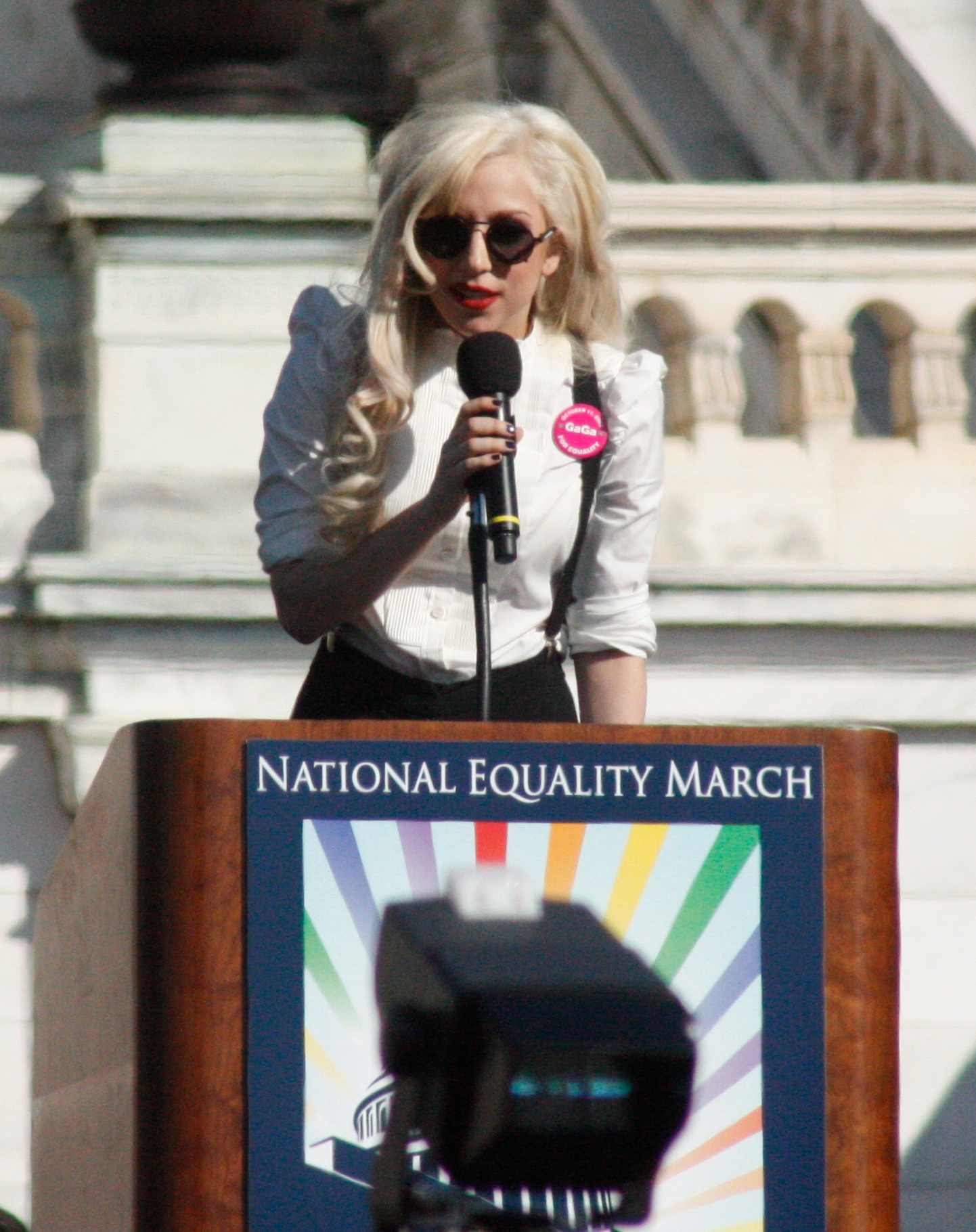
غاغا تلقي خطاباً في مسيرة المساواة الوطنية، 11 أكتوبر 2009

يعد من أسباب نجاح ليدي غاغا في بداية مشوارها الفني، أن جمهورها يعتبرها رمزًا لمثليي الجنس. وفي سبتمبر 2010، أطلقت ليدي غاغا حملة شرسة ضد سياسة الجيش الأمريكي في رفض كل من يتقدم للخدمة من مثليي الجنس والسحاقيات ومزدوجي الميول الجنسية ومتحولي الجنس،
وأطلقت شريط فيديو على الإنترنت يدعو معجبيها للاتصال بأعضاء مجلس الشيوخ، في محاولة منها لتغيير تلك السياسة، وهو ما دفع مجلة ذا أدفوكات المهتمة بحقوق المثليين، بوصفها بأنها أصبحت «مدافعة شرسة» عن المثليين جنسيًا والسحاقيات. قبل سنتين من ذلك في بدايات ظهورها، أثيرت شائعات بأن ليدي غاغا متحولة جنسيًا بزعم خشونة صوتها، إلا أنها أنكرت ذلك. كما أعلنت بعد صدور ألبومها الشهرة بأن "Poker Face" تتحدث في الحقيقة عن ازدواجية ميولها الجنسية.

## الأعمال
- (2008) الشهرة The Fame
- (2009) وحش الشهرة The Fame Monster
- (2011) هكذا ولدت Born This Way
- (2013) ارتبوب ARTPOP
- (2014) خد لخد Cheek to Cheek (مع توني بينيت)
- (2016) جوان Joanne
- (2018) ولادة نجمة A Star Is Born
- (2020) كروماتيكا Chromatica
- (2021) الحب للبيع Love for Sale (مع توني بينيت)
- (2025) مايهام Mayhem

## الجولات الموسيقية
- (2009) جولة حفلة الشهرة The Fame Ball Tour
- (2009-2011) جولة حفلة الوحش The Monster Ball Tour
- (2012-2013) جولة حفلة هكذا ولدت The Born This Way Ball Tour
- (2014) ارترايف: ارتبوب بول ArtRave: The Artpop Ball
- (2017-2018) جولة جوان العالمية Joanne World Tour

## وصلات خارجية
- الموقع الرسمي
- ليدي غاغا على موقع IMDb (الإنجليزية)
- ليدي غاغا على موقع ميتاكريتيك (الإنجليزية)
- ليدي غاغا على موقع الموسوعة البريطانية (الإنجليزية)
- ليدي غاغا على موقع روتن توميتوز (الإنجليزية)
- ليدي غاغا على موقع مونزينجر (الألمانية)
- ليدي غاغا على موقع قاعدة بيانات الأفلام العربية
- ليدي غاغا على موقع ألو سيني (الفرنسية)
- ليدي غاغا على موقع ميوزك برينز (الإنجليزية)
- ليدي غاغا على موقع رولينغ ستون (الإنجليزية)
- ليدي غاغا على موقع تيرنر كلاسيك موفيز (الإنجليزية)